# بونیگهایم
شهر بونیگهایم در ایالت بادن-وورتمبرگ در کشور آلمان واقع شده است.

## نگارخانه

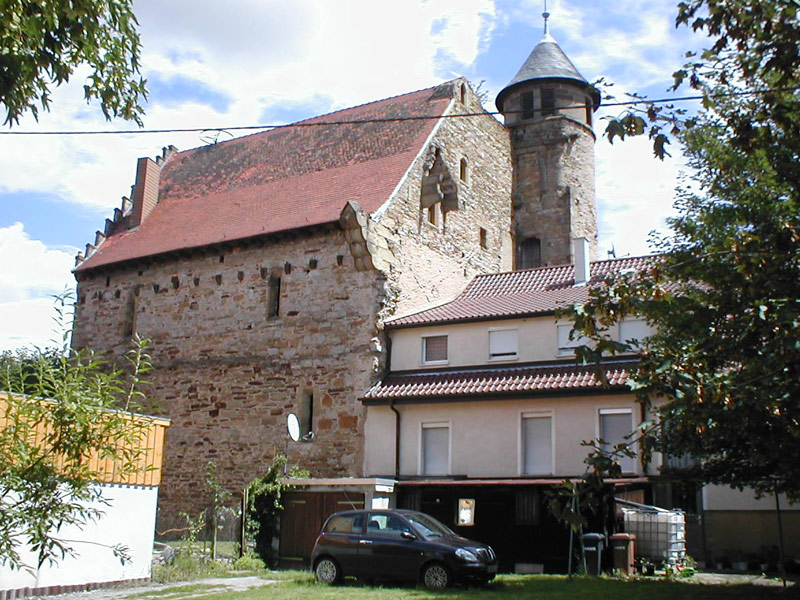
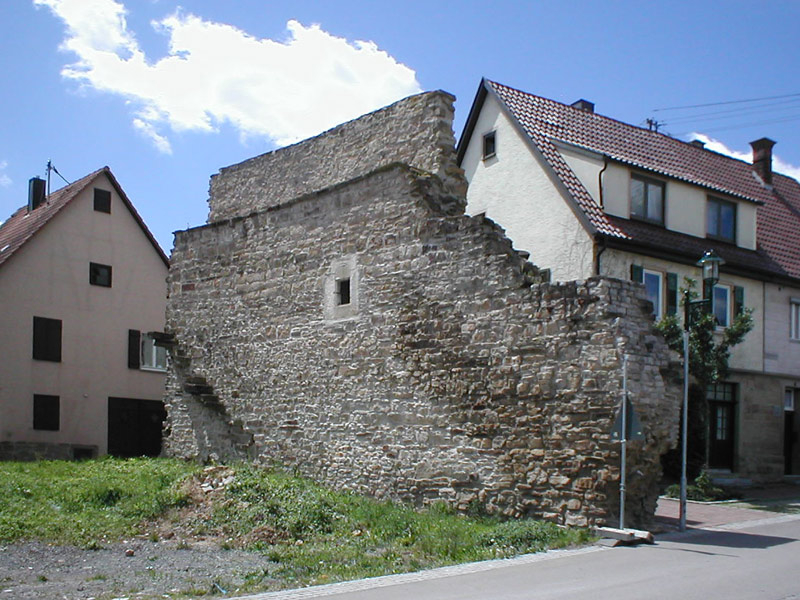
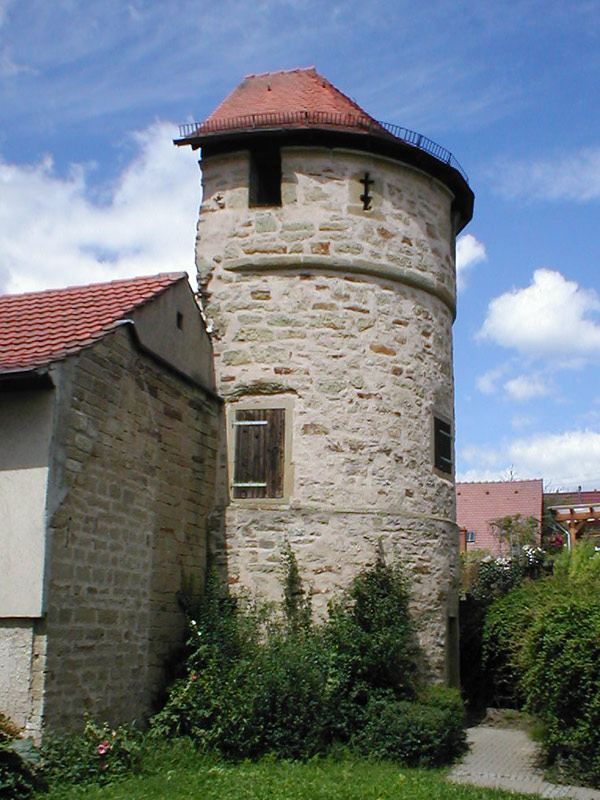